# جی‌ام۱
جی‌ام۱ (به انگلیسی: GM1) یک ترکیب شیمیایی با شناسه پاب‌کم ۵۴۹۷۱۰۷ است. 

## نگارخانه